# La tía Julia y el escribidor (película)
La tía Julia y el escribidor (título original en inglés: Tune in Tomorrow) es una película de comedia estadounidense de 1990, dirigida por Jon Amiel. Está basada en la novela de Mario Vargas Llosa de 1977, La Tía Julia y el Escribidor, y se estrenó con dicho título en muchos países pero en otros se estrenó con el título de Realidad y Ficción. Trasladada del contexto de la novela, en Lima, Perú, en la década de 1950, a Nueva Orleans, Luisiana, en la misma década, la película está protagonizada por Peter Falk, Keanu Reeves y Barbara Hershey, y gira en torno a una radionovela. La banda sonora de la película fue compuesta por Wynton Marsalis, quien hace un cameo con varios miembros de su banda.

## Sinopsis
Martin Loader trabaja en WXBU, la emisora de radio local, donde contratan al guionista Pedro Carmichael. Pedro, conocido por inventar historias extravagantes que involucran a personajes de su vida real, se convierte en un mentor para el joven Martin. Su tía Julia, con quien no tiene parentesco de sangre, regresa a Nueva Orleans después de muchos años de ausencia y Martin se enamora de ella. Una vez que Pedro se entera de su romance, empieza a incorporar detalles al guion de su serie dramática diaria, "Kings of the Garden District". Pronto, Martin y Julia no solo escuchan sobre sus personajes ficticios por la radio, sino también sobre sus próximos pasos.

## Producción
El rodaje principal comenzó en Wilmington, Carolina del Norte, el 15 de agosto de 1989. El huracán Hugo dañó los sets de rodaje, por lo que la producción se trasladó a Nueva Orleans. El rodaje finalizó el 2 de noviembre.
Los personajes de la telenovela radiofónica tienen las voces de los empleados ficticios de WXBU. Por ejemplo, el personaje ficticio "Richard Quince" tiene la voz de Leonard Pando, pero el público lo ve como el actor Peter Gallagher.

## Recepción
En Rotten Tomatoes, la película tiene un índice de aprobación del 50% basado en 12 reseñas.
Roger Ebert le dio a la película 2 estrellas y media de 4, señalando que «a veces nos reímos con facilidad, a veces con incertidumbre, y a veces simplemente miramos la pantalla y nos preguntamos por qué alguien pensó que eso era gracioso».
Añadió que, si bien «algunas de las mejores risas de la película surgen cuando los espectadores se quedan boquiabiertos de asombro ante algunas de las fantasías más extravagantes de Falk», el tono cómico irregular de la película sigue siendo un problema a lo largo de la historia.
Desson Thomson, de The Washington Post, escribió: «La película dedica demasiado tiempo a la tía y no lo suficiente al guionista».
Rita Kempley, también de The Washington Post, fue más positiva sobre la película: «Una historia de tres capas de amor, impulsos creativos y giros inesperados, que va y viene, evocadora y un poco mágica, defectuosa pero perdonablemente defectuosa».